# (1684) Iguassú
(1684) Iguassú est un astéroïde de la ceinture principale.

## Description
(1684) Iguassú est un astéroïde de la ceinture principale. Il fut découvert le 23 août 1951 à La Plata par Miguel Itzigsohn. Il présente une orbite caractérisée par un demi-grand axe de 3,10 UA, une excentricité de 0,12 et une inclinaison de 3,7° par rapport à l'écliptique.

## Compléments